# Áslaug Jónsdóttir
Áslaug Jónsdóttir, född 31 mars 1963 i Borgarfjarðarsýsla, är en isländsk barnboksförfattare, dramatiker och illustratör., främst känd för sina böcker om Litla skrímslið og stóra skrímslið (Lilla monstret och stora monstret), som hon skriver tillsammans med den dansk-färöiska Rakel Helmsdal och svenske Kalle Güettler och själv illustrerar. Den första utkom 2004 och den sjunde av monsterböckerna nominerades till det första Nordiska rådets pris för barn- och ungdomslitteratur år 2013.
Áslaug Jónsdóttir utbildades vid Myndlista- og handíðaskóli Íslands 1984–1985 och den danska Danmarks Designskole 1985–1989. Därefter arbetade hon som frilansande konstnär, konstlärare och skribent. Hon debuterade som författare 1990 med bildboken Gullfjöðrin.
Hon har medverkat i tre skådespel på den isländska nationalteatern Þjóðleikhúsið; först Gott kvöld 2007, baserade på hennes egen bildbok därefter Sindri sulfurfiskur 2009 och Litla skrímslið og stóra skrímslið í leikhúsinu 2011. Den sista baserad på tre av de egna monsterböckerna.
Hon har nominerats till flera internationella priser och har vunnit det isländska litteraturpriset Dimmalimm två gånger (2004 och 2005), vunnit Reykjavíks barnbokspris två gånger (2006 och 2007), samt Västnordiska rådets barn- och ungdomslitteraturpris 2002 tillsammans med Andri Snær Magnason för Sagan af bláa hnettinum.

## Utgivet på svenska[9]
- 2003 – Berättelsen om den blå planeten ISBN 91-89680-05-7
- 2004 – Nej! sa lilla monster ISBN 91-638-3977-6
- 2006 – Stora monster gråter inte ISBN 91-638-5034-6
- 2007 – Monster i mörkret ISBN 978-91-638-4910-7
- 2007 – Vill ha fisk! ISBN 978-91-7355-009-3
- 2008 – Monsterpest ISBN 978-91-7355-078-9
- 2009 – Monsterbesök ISBN 978-91-7355-117-5
- 2010 – Monster i höjden ISBN 978-91-7355-160-1
- 2013 – Monsterbråk ISBN 978-91-7355-319-3
- 2014 – Monsterkatten ISBN 978-91-7355-370-4
- 2018 – Monster i knipa ISBN 978-91-7299-946-6